# Heads Will Roll
«Heads Will Roll» — другий сингл гурта Yeah Yeah Yeahs з їхнього третього альбому «It's Blitz!». CD та 7" платівка з синглом були випущені у Великій Британії 29 червня 2009 року. Також пісню використали у відеогрі Gran Turismo 5. Пісня співається з точки зору Чирвової Королеви з «Аліси у Дивокраї» Льюїса Керролла.

## Список композицій
| CD, 7" | CD, 7"                                | CD, 7"     |
| #      | Назва                                 | Тривалість |
| ------ | ------------------------------------- | ---------- |
| 1.     | «Heads Will Roll»                     | 3:44       |
| 2.     | «Heads Will Roll» (Passion Pit Remix) | 4:39       |

| Digital Remix EP | Digital Remix EP                          | Digital Remix EP |
| #                | Назва                                     | Тривалість       |
| ---------------- | ----------------------------------------- | ---------------- |
| 1.               | «Heads Will Roll» (Passion Pit Remix)     | 4:37             |
| 2.               | «Heads Will Roll» (Tommie Sunshine Remix) | 5:22             |
| 3.               | «Heads Will Roll» (Little Vampire Remix)  | 4:47             |
| 4.               | «Heads Will Roll» (James Iha Remix)       | 4:15             |

## Позиції в чартах
| Чарт (2009)                      | Найвища позиція |
| -------------------------------- | --------------- |
| Belgium Singles Chart (Фландрія) | 1               |
| Belgium Singles Chart (Валлонія) | 7               |
| UK Singles Chart                 | 89              |